# Les Trois Mousquetaires : Milady
Pour les articles homonymes, voir Les Trois Mousquetaires (homonymie) et Milady de Winter.
Série Les Trois Mousquetaires
D'Artagnan
(2023) Vingt ans après (projet d'adaptation)
(2027)
Pour plus de détails, voir Fiche technique et Distribution.
Les Trois Mousquetaires : Milady est un film franco-germano-hispano-belge réalisé par Martin Bourboulon et sorti en 2023.
Le film débute alors que Constance Bonacieux est enlevée sous les yeux de D'Artagnan. Dans une quête effrénée pour la sauver, le jeune mousquetaire est contraint de s'allier à la mystérieuse Milady de Winter. Alors que la guerre est déclarée, Athos, Porthos et Aramis ont déjà rejoint le front. Par ailleurs, un terrible secret du passé va briser toutes les anciennes alliances.
C'est la suite du film Les Trois Mousquetaires : D'Artagnan et la deuxième partie de l'adaptation cinématographique du roman du même nom d'Alexandre Dumas.

## Synopsis
Le film commence là où se termine la première partie, Les Trois Mousquetaires : D'Artagnan. D'Artagnan est assommé et capturé par des agents de Gaston, frère cadet du roi Louis XIII et héritier présomptif. D'Artagnan échappe à ses ravisseurs et, en retour, capture le comte de Chalais, le principal homme de main de Gaston. Il ordonne à Chalais de le conduire à la cellule de prison où Constance est détenue, où il trouve de manière inattendue Milady de Winter, enchaînée et apparemment torturée. Milady et D'Artagnan s'échappent ensemble et passent une nuit dans une cachette en forêt. Milady essaie de séduire D'Artagnan, en vain. Elle le laisse dormir. D'Artagnan est à nouveau capturé par les hommes de Chalais, puis s'échappe à nouveau. Athos se rend au château familial pour voir son fils de cinq ans. Ensemble, ils visitent la tombe de la mère du garçon.
Après avoir survécu à une tentative d'assassinat à la fin de la première partie, Louis XIII déclare la guerre à La Rochelle, un bastion protestant de la côte ouest de la France. D'Artagnan et ses amis sont envoyés à La Rochelle avec les Mousquetaires, une unité d'élite de l'armée royale, sous le commandement du capitaine de Tréville. Dans le camp de guerre, D'Artagnan rencontre Milady qui tente à nouveau de le séduire. Alors qu'ils s'embrassent et font l’amour, D'Artagnan découvre une fleur de lys marquée au fer rouge sur son épaule et réalise avec stupeur qu'il s'agit de la femme dont Athos lui a parlé dans la première partie. Milady de Winter s'enfuit et Athos apprend de D'Artagnan que son ancienne femme, la mère de son fils, est apparemment en vie.
Un petit groupe de Mousquetaires est mené par le capitaine de Tréville dans un assaut nocturne audacieux dans La Rochelle. A l'intérieur de la forteresse, ils sont découverts par des rebelles protestants qui auraient été informés de cette attaque, du comte de Chalais sur ordre de Gaston. Avec l'aide d'Hannibal, un commandant d'une autre unité de l'armée française, les Mousquetaires s'échappent après un vaillant combat.
Athos suit Milady dans une forêt, où elle rencontre secrètement le cardinal Richelieu. Il apprend que Milady a reçu l'ordre d'assassiner le duc de Buckingham, dont le soutien est essentiel aux efforts de guerre des rebelles de La Rochelle. Après le départ de Richelieu, Athos affronte Milady qui lui rappelle leurs jours d'amour. Milady se prépare à tuer Athos. Il est sauvé par l'arrivée d'Aramis et de D'Artagnan. Milady s'enfuit.
Le cardinal Richelieu rencontre la reine Anne et promet de rendre Constance qui a été maintenue en état d'arrestation sur ses ordres. La reine dit à D'Artagnan que Constance est en sécurité sous la garde du duc de Buckingham en Angleterre. Benjamin, frère d'Athos et l'un des chefs protestants, sont capturés par les gardes de Gaston et condamnés à mort par noyade. Athos décide d'abandonner l'armée française pour sauver son frère. Aramis et D'Artagnan le rejoignent. Ensemble, ils s'enfuient en Angleterre.
Milady se rend en Angleterre pour assassiner le duc de Buckingham. Dans le château de Buckingham, Milady est reconnue par Constance, l'invitée de Buckingham, capturée et condamnée à mort. Avant d'être pendue, Milady reçoit la visite de Constance en captivité. Plaignant le sort d'une jeune et belle femme, Constance échange des vêtements avec Milady et la laisse s'échapper. Lorsque les bourreaux viennent chercher Milady, Constance tente d'expliquer qu'elle n'est pas la personne condamnée à mort, en vain. Elle est pendue dans la cour du palais. D'Artagnan et ses amis arrivent quelques instants après la pendaison de Constance. Avec Buckingham, ils poursuivent Milady qui en profite pour mettre le feu au palais du duc. D'Artagnan entre dans le bâtiment en feu pour combattre Milady. Au cours du combat, Milady disparaît et D'Artagnan est sauvé, inconscient, par ses amis.
Le capitaine de Tréville est jugé pour trahison à la cour du roi. Aramis et D'Artagnan arrivent pour apporter la preuve que Gaston a communiqué avec les rebelles de La Rochelle pour comploter contre le roi. Tréville est disculpé. Athos rentre chez lui dans son château et découvre que son fils a été enlevé par une personne inconnue. Sur le lit du garçon, il trouve une boucle d'oreille qui était autrefois en possession de sa femme.

## Fiche technique
Sauf indication contraire, les informations mentionnées dans cette section peuvent être confirmées par la base de données cinématographiques IMDb,  présente dans la section « Liens externes ».
- Titre original : Les Trois Mousquetaires : Milady
- Titre anglais : The Three Musketeers: Milady
- Réalisation : Martin Bourboulon
- Scénario : Alexandre de La Patellière et Matthieu Delaporte, d'après Les Trois Mousquetaires d'Alexandre Dumas
- Musique : Guillaume Roussel
- Décors : Stéphane Taillasson
- Costumes : Thierry Delettre
- Photographie : Nicolas Bolduc
- Montage : Stan Collet
- Son : David Rit, Gwennolé Le Borgne, Olivier Touche, Cyril Holtz et Niels Barletta
- Production : Dimitri Rassam, Ardavan Safaee et Jérôme Seydoux
- Sociétés de production : Chapter 2 et Pathé Films ; M6 Films, Constantin Film, ZDF, DeAPlaneta et Umedia (coproductions)
- Société de distribution : Pathé Distribution (France), Constantin (Allemagne), DeAPlaneta (Espagne)
- Budget : 36,1 millions d'euros[2],[3]
- Pays de production :  France[4],  Allemagne[4],  Espagne,  Belgique[5]
- Langue originale : français[6]
- Format : couleur
- Genre : cape et épée, action, aventure
- Durée : 115 minutes
- Dates de sortie[6] :
  - Brésil : 18 novembre 2023 (Festival Varilux de cinéma français)
  - France : 13 décembre 2023 (sortie nationale)
  - Allemagne : 14 décembre 2023 (sortie nationale)
- Classification :
  - France : tous publics[7]

## Distribution
- François Civil : D'Artagnan
- Vincent Cassel : Athos
- Romain Duris : Aramis
- Pio Marmaï : Porthos
- Eva Green : Milady de Winter
- Lyna Khoudri : Constance Bonacieux
- Louis Garrel : Louis XIII
- Vicky Krieps : Anne d'Autriche
- Jacob Fortune-Lloyd : le duc de Buckingham
- Éric Ruf : le cardinal de Richelieu
- Marc Barbé : le capitaine de Tréville
- Patrick Mille : le comte de Chalais
- Ralph Amoussou : Hannibal
- Julien Frison : Gaston d'Orléans
- Dominique Valadié : Marie de Médicis
- Camille Rutherford : Mathilde d'Herblay
- Thibault Vinçon : Horace Saint Blancard
- Alexis Michalik : Villeneuve de Radis
- Gabriel Almaer : Benjamin de La Fère
- Olivier Le Montagner : Ventadour, mousquetaire[8]

Photos des acteurs principaux.
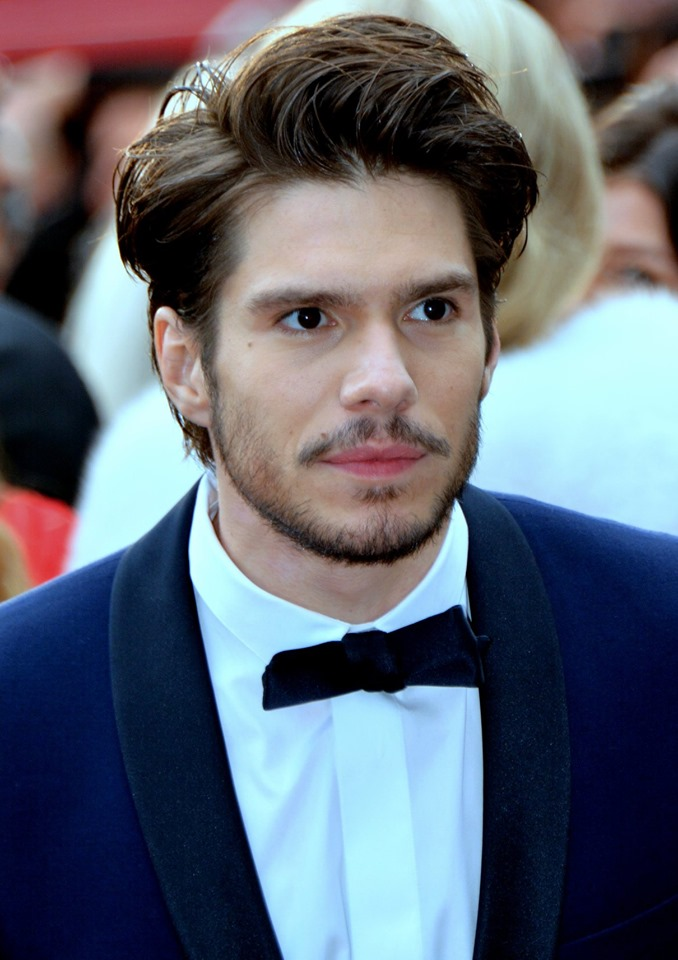
François Civil interprète D'Artagnan.
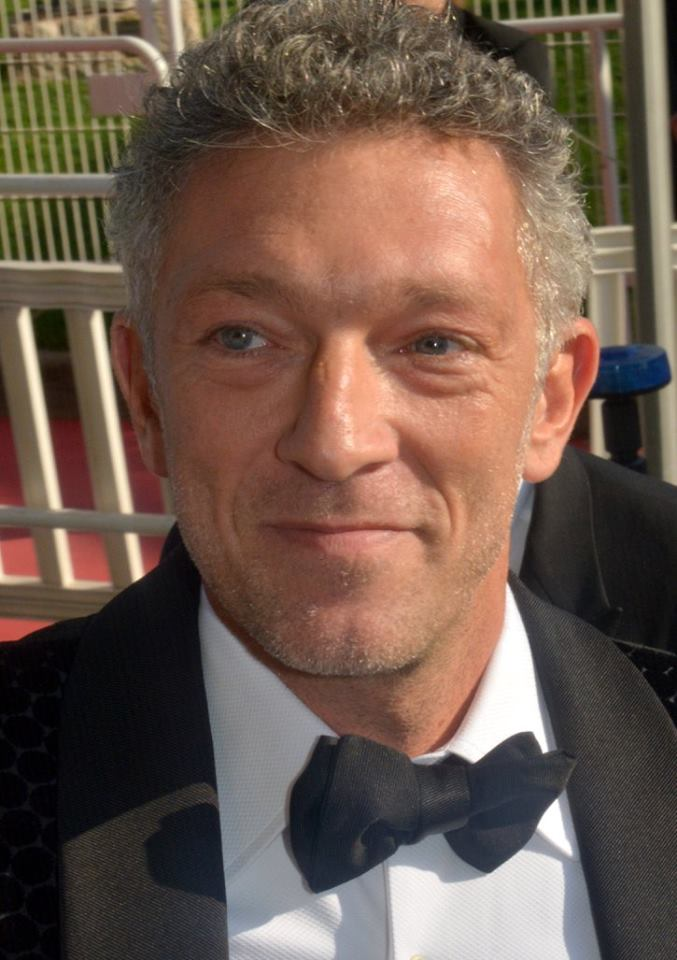
Vincent Cassel interprète Athos.
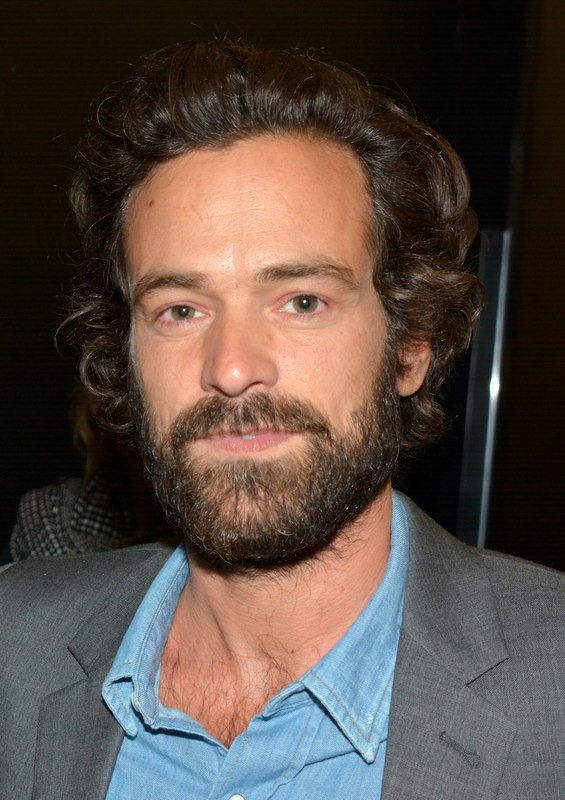
Romain Duris interprète Aramis.
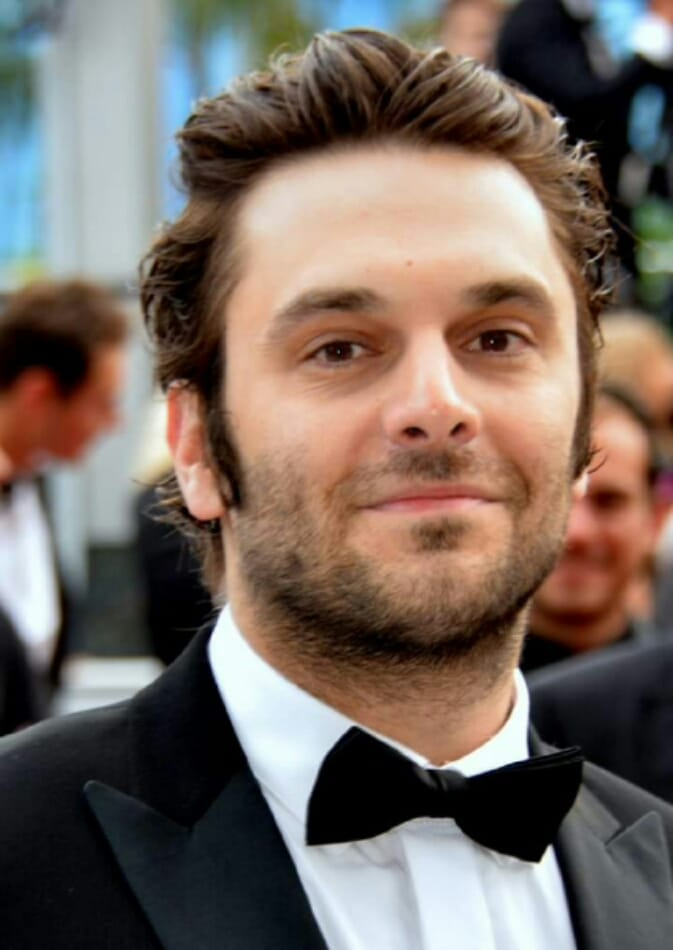
Pio Marmaï interprète Porthos.
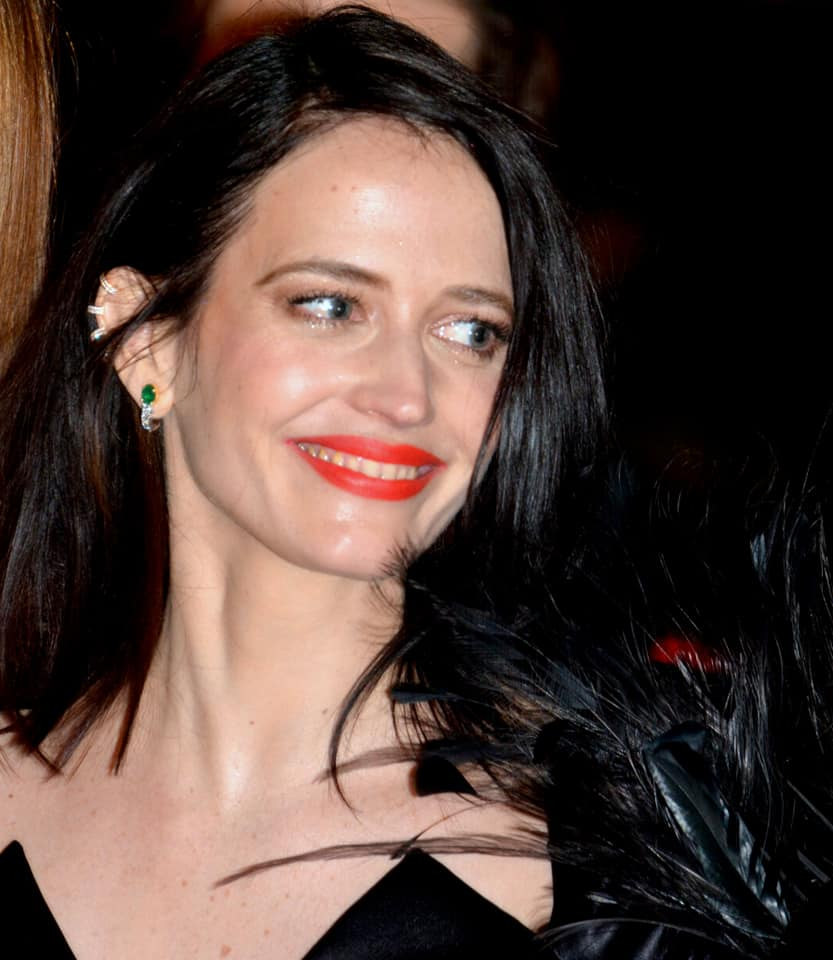
Eva Green interprète Milady de Winter.
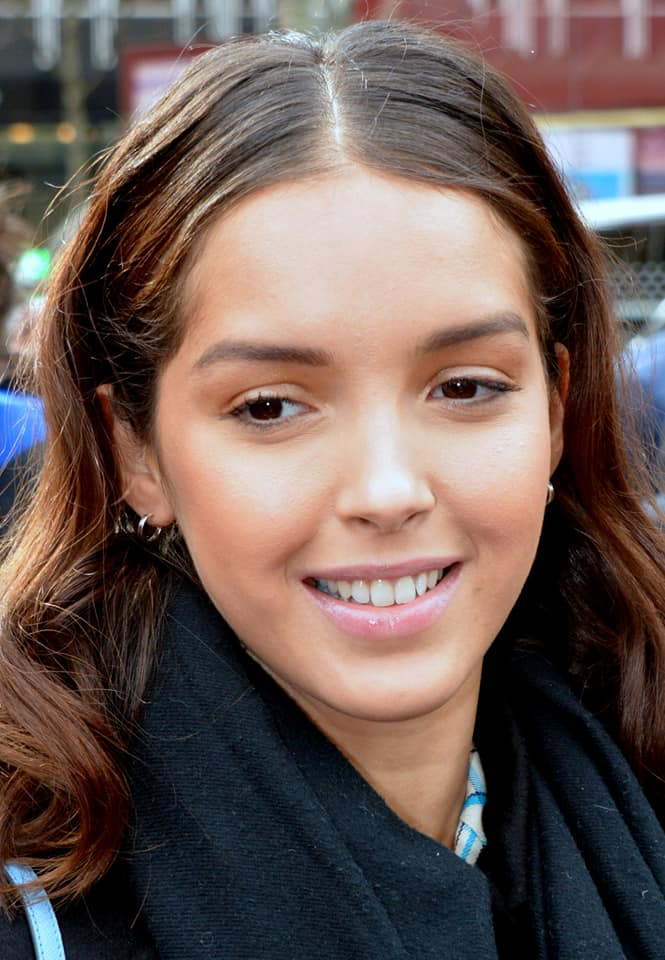
Lyna Khoudri interprète Constance Bonacieux.
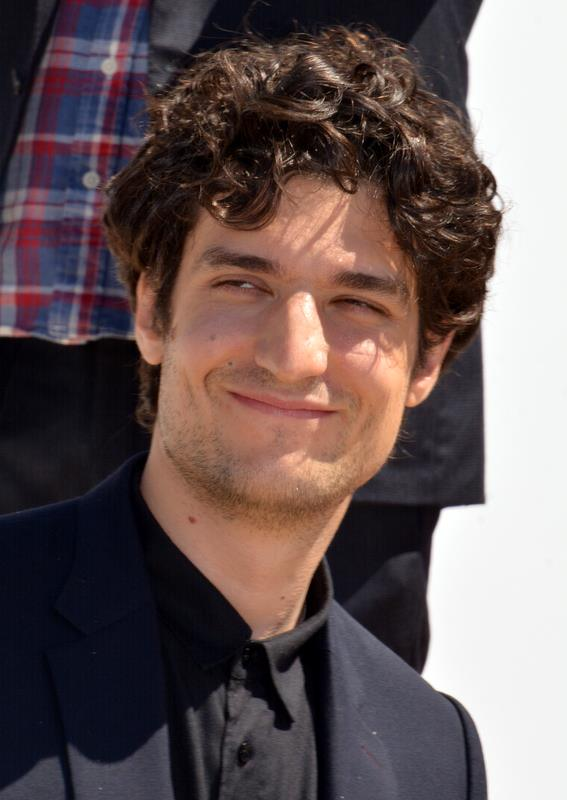
Louis Garrel interprète Louis XIII.
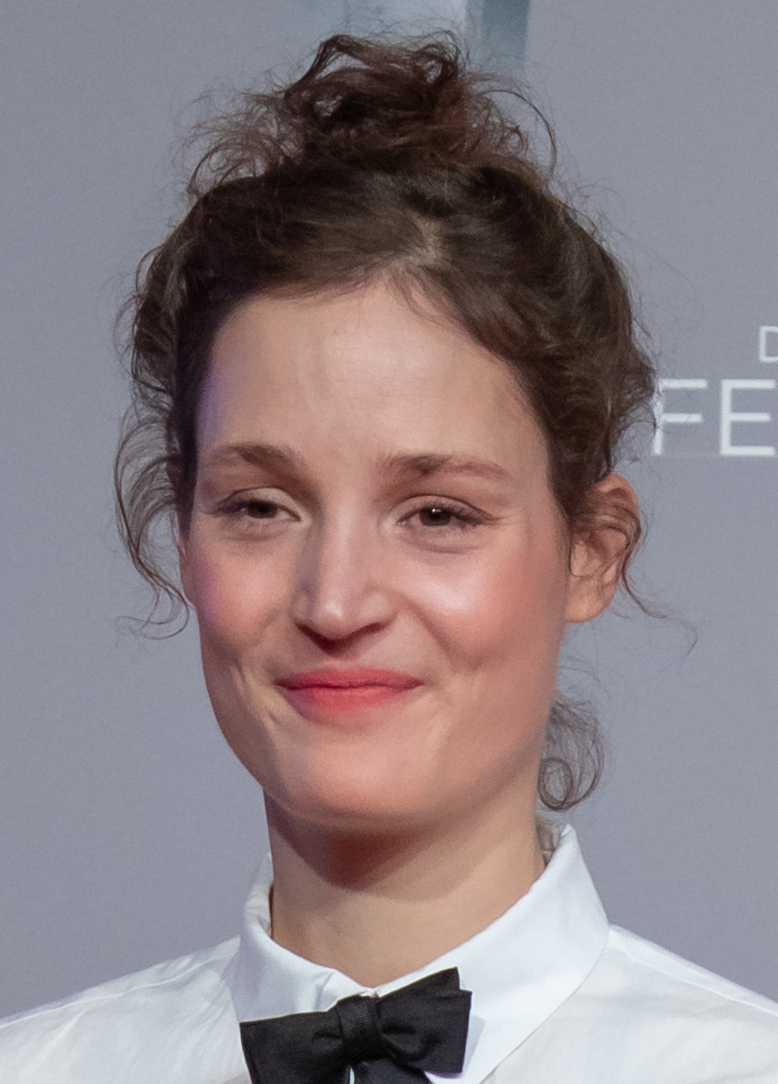
Vicky Krieps interprète Anne d'Autriche.

## Production

### Genèse et développement
Le projet et le casting ont été annoncés le 11 février 2021. Produit par Dimitri Rassam pour Chapter 2 et Pathé, il a été co-produit par M6 Films, l'allemand Constantin Film et l'espagnol DeAPlaneta. Il a été pré-acheté par M6, OCS et Canal Plus. Le budget de la saga en deux parties est de 72 millions d'euros,. Le scénario des deux films a été co-écrit par Matthieu Delaporte et Alexandre De La Patellière. La bande originale a été composée par Guillaume Roussel. Pathé sortira le film en salles en France et gérera les ventes internationales.

### Tournage
Les Trois Mousquetaires : D'Artagnan et Les Trois Mousquetaires : Milady ont été tournés conjointement pendant 150 jours en France, dans des monuments tels que le Palais du Louvre, l'Hôtel des Invalides à Paris, les châteaux de Fontainebleau (Seine-et-Marne), le Saint-Germain-en-Laye (Yvelines), le Fort la Latte (Côtes-d'Armor), le Château de Pierrefonds et Chantilly (Oise), le château de Fontaine-Henry (Calvados) ainsi que la citadelle de Saint-Malo (Ille-et-Vilaine) et le centre-ville historique de Troyes (Aube),.
Le tournage débute le 16 août 2021 et se termine le 3 juin 2022 au château de Farcheville (Essonne),.
L'intégralité du tournage se déroule en France, et, à part pour un jour en studio, totalement en décors naturels aménagés,.
Début septembre 2021, l'équipe tourne à Compiègne (Oise), puis se rend dans la ville de Saint-Malo (Ille-et-Vilaine), notamment au Fort National, qui fait office de doublure pour les fortifications de La Rochelle,, ainsi que sur la plage de l’Éventail. La plage Bonaparte de Plouha (Côtes-d'Armor) sert également de décor, ainsi que le Fort la Latte à Plévenon. Ces décors des Côtes-d'Armor servent de cadre aux scènes du siège de la Rochelle, présenté dans le deuxième film.
Le tournage se déroule également en Île-de-France, notamment à Paris (hôtel des Invalides, le palais du Louvre) et en Seine-et-Marne (château de Fontainebleau, cité épiscopale et cathédrale de Meaux), ainsi que dans l'Oise (château de Chantilly) et le Val-d'Oise (Mériel),, les Yvelines (château de Saint-Germain-en-Laye), la Seine-Saint-Denis (Maison d'éducation de la Légion d'honneur à Saint-Denis), et les Hauts-de-Seine (Levallois-Perret).
En janvier 2022, le tournage reprend après une pause d'un mois. Néanmoins, il est à noter que les deux films sont tournés en même temps et dans le désordre : la première partie du tournage ne coïncide pas forcément avec la première partie du diptyque (les scènes du siège de la Rochelle ayant été filmées à l'automne 2021 n'apparaîtront par exemple que dans le deuxième volet). En mars 2022, l'équipe prend ses quartiers à Troyes, notamment dans la Maison de l'outil et de la pensée ouvrière, dont une des salles servira par exemple de base au décor de la chambre de D'Artagnan,. Le tournage se déroule également le même mois aux Hospices de Beaune (Côte-d'Or) ainsi que sur le domaine du Valpendant dans la commune de Presles (Val-d'Oise) et le château de la Cordelière à Chaource (Aube). En avril 2022, le tournage se déplace au château de Farcheville (Essonne), puis à Moret-Loing-et-Orvanne (Seine-et-Marne).

Prévu pour courir jusqu'au 1er mai 2022, le tournage reprend pour quelques jours après le festival de Cannes, pour finalement terminer le 3 juin 2022 au château de Farcheville,. Le tournage des deux films aura ainsi duré 150 jours.

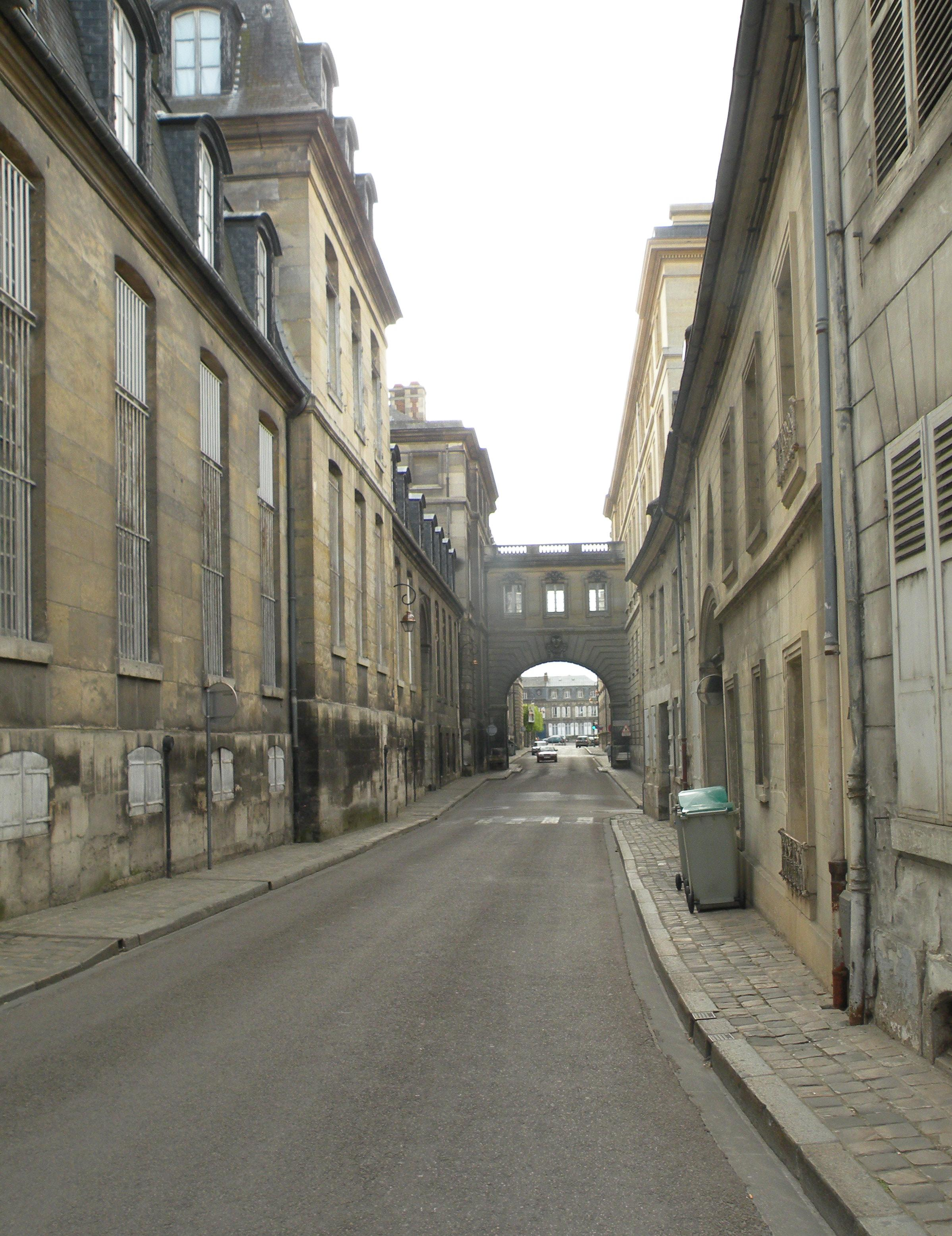
Rue d'Ulm à Compiègne.
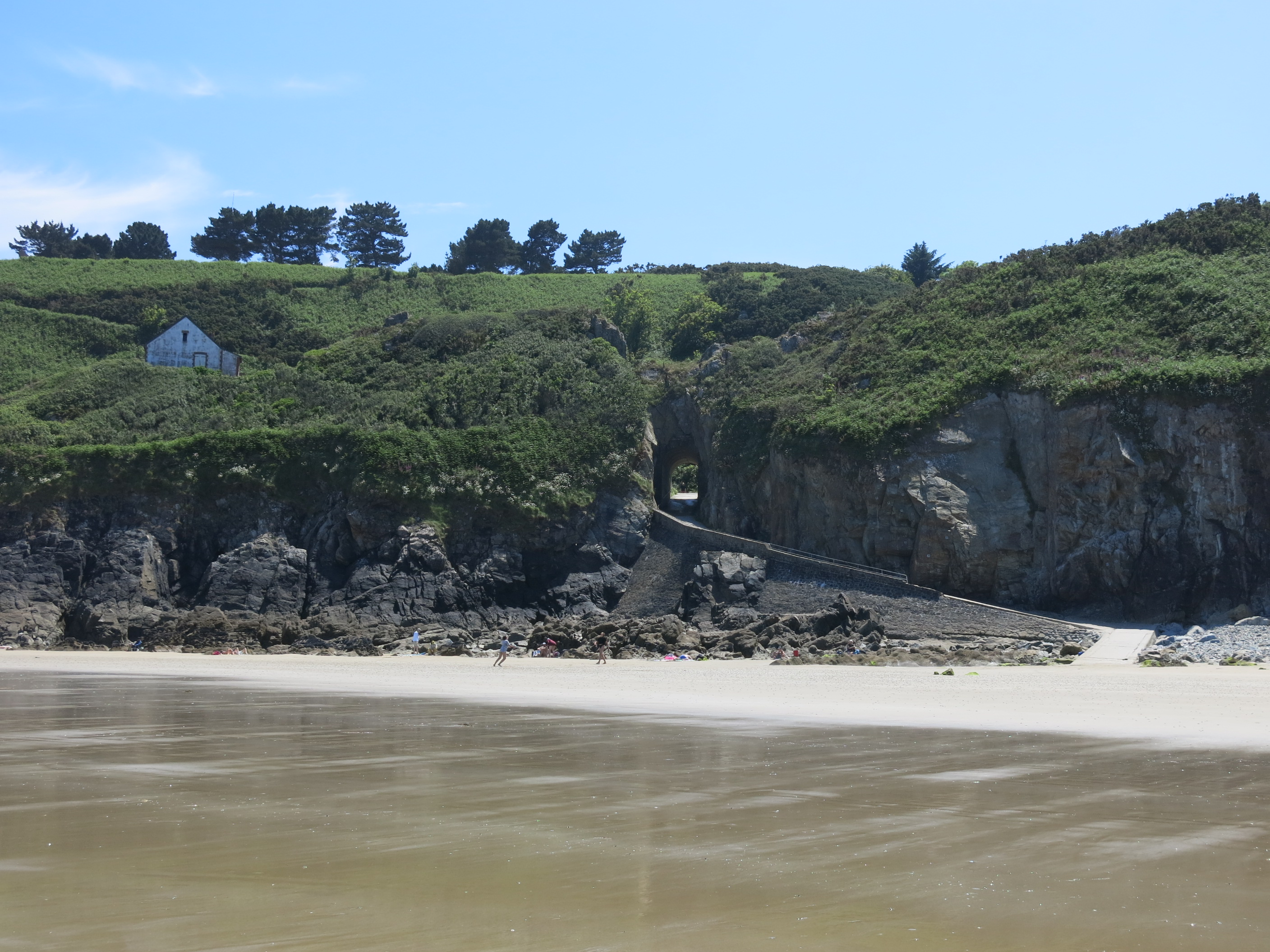
Plage Bonaparte de Plouha
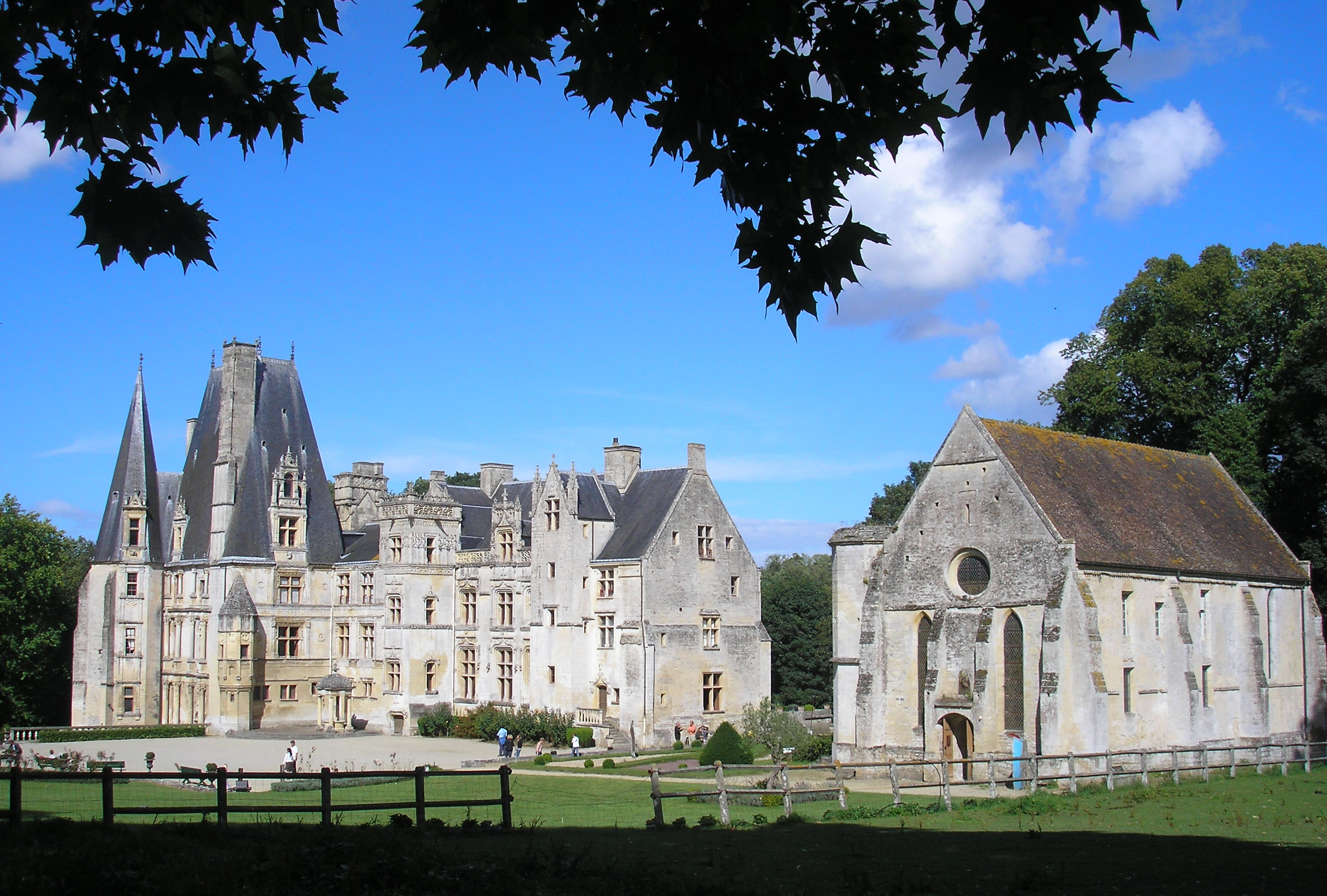
Château de Fontaine-Henry
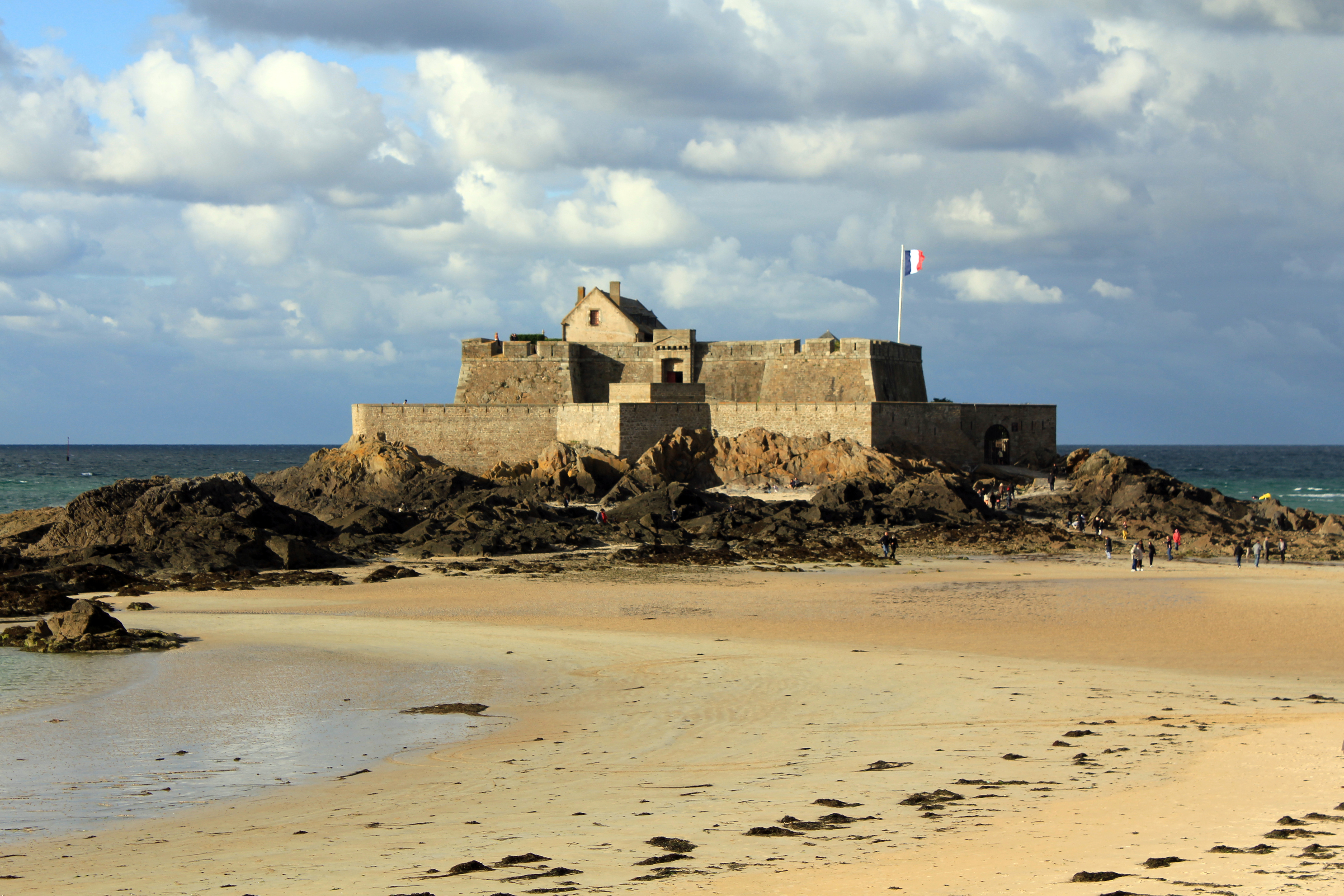
Fort National de Saint-Malo
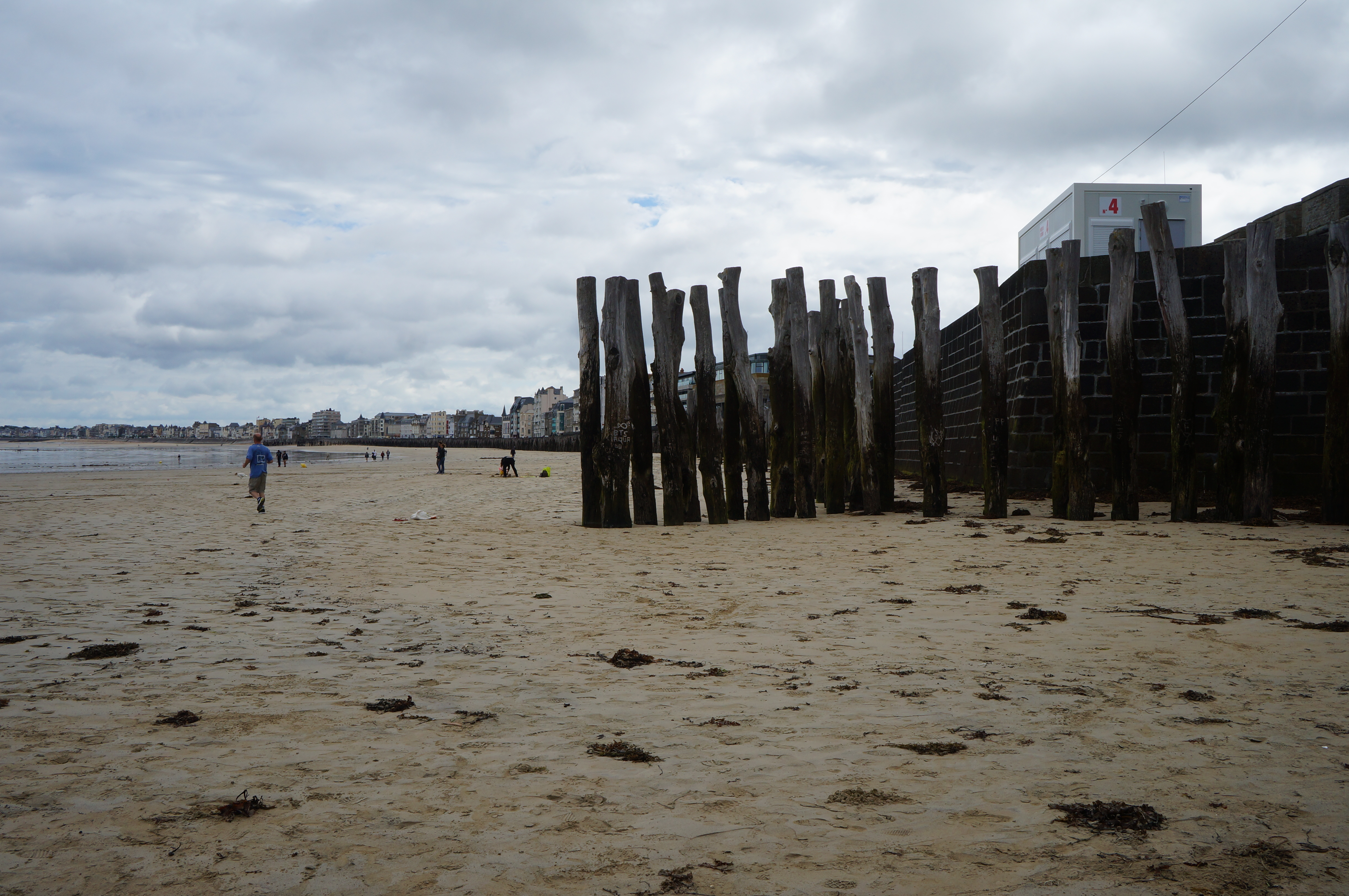
Plage de l'Éventail de Saint-Malo
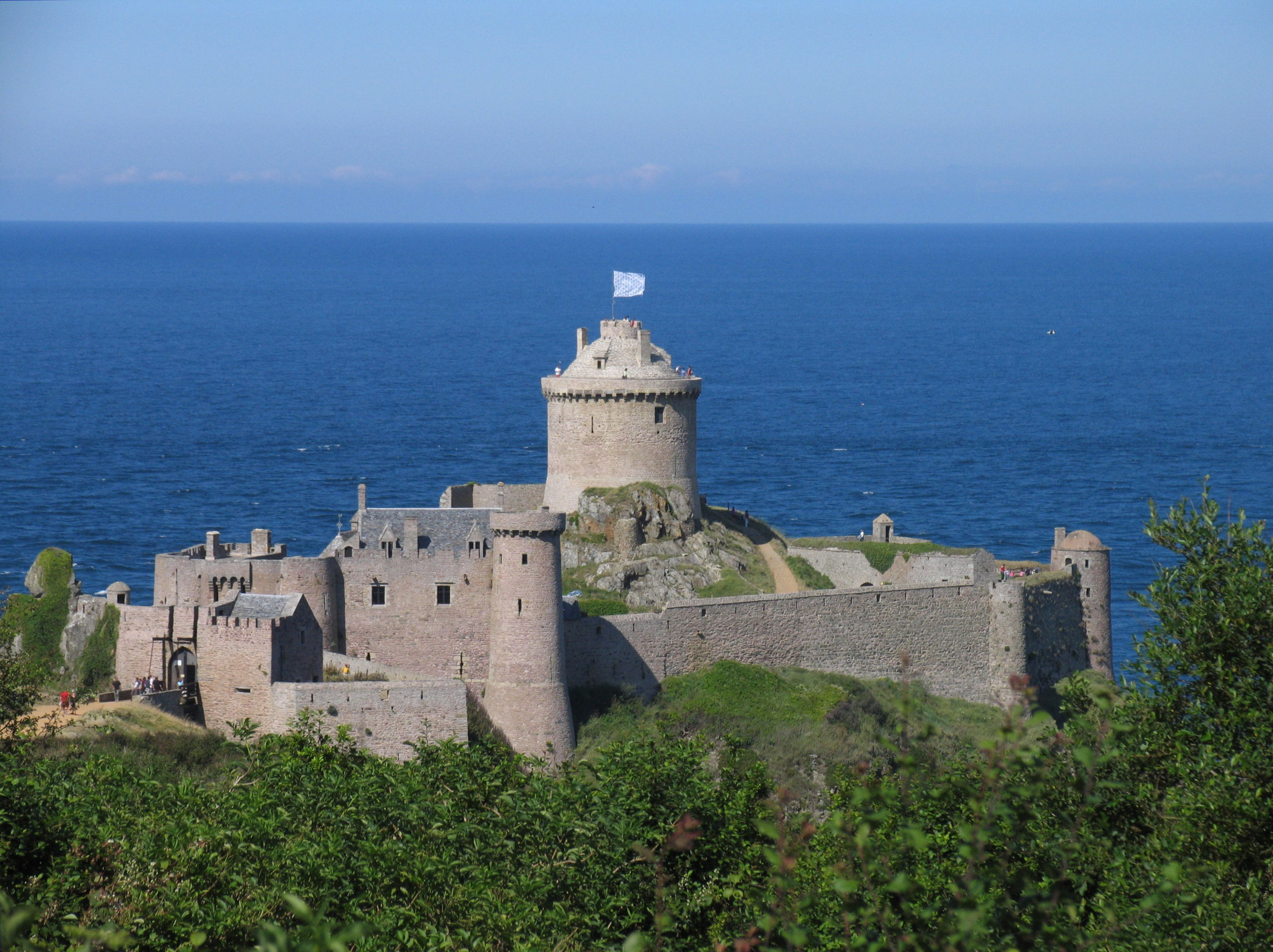
Fort la Latte à Plévenon
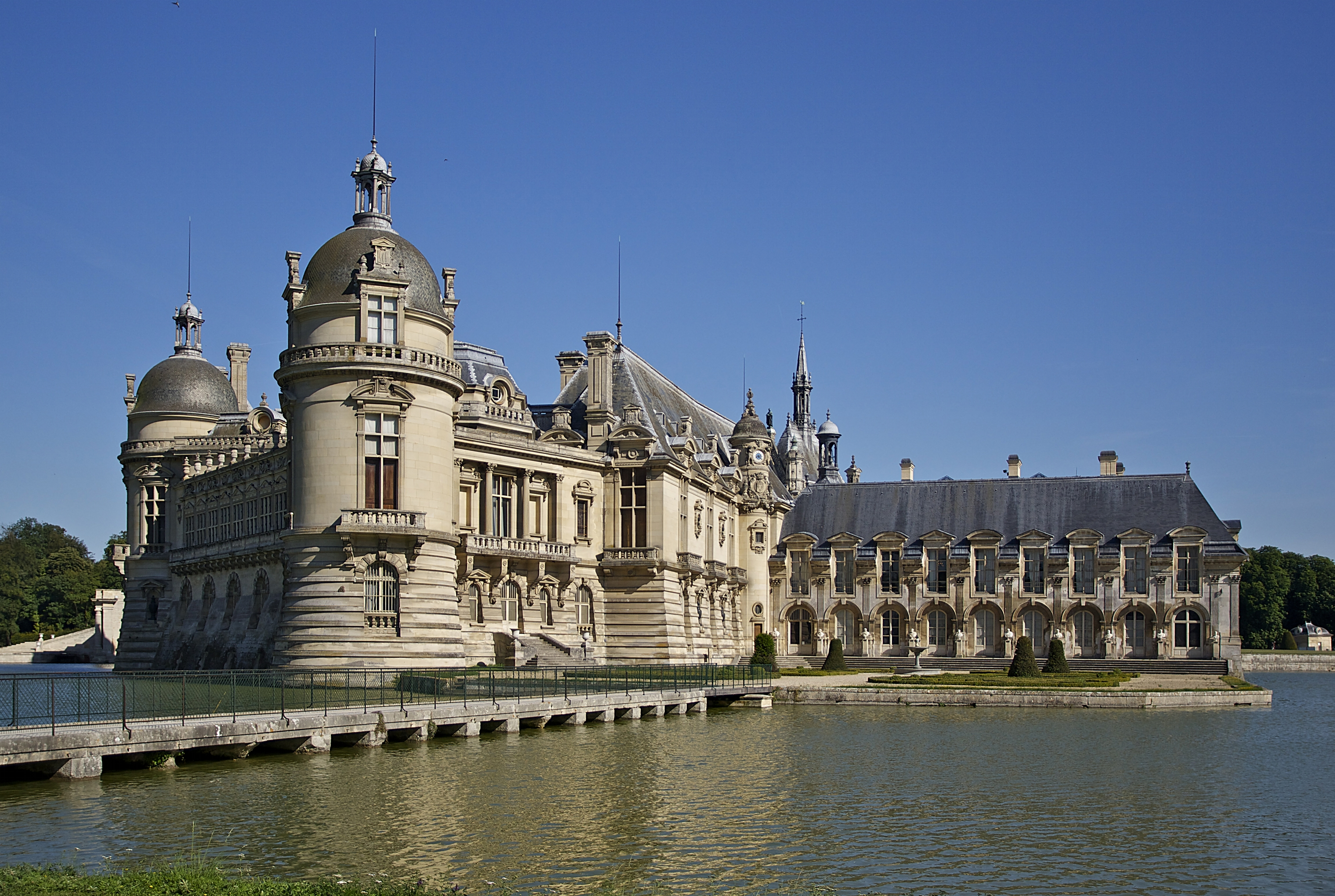
Château de Chantilly
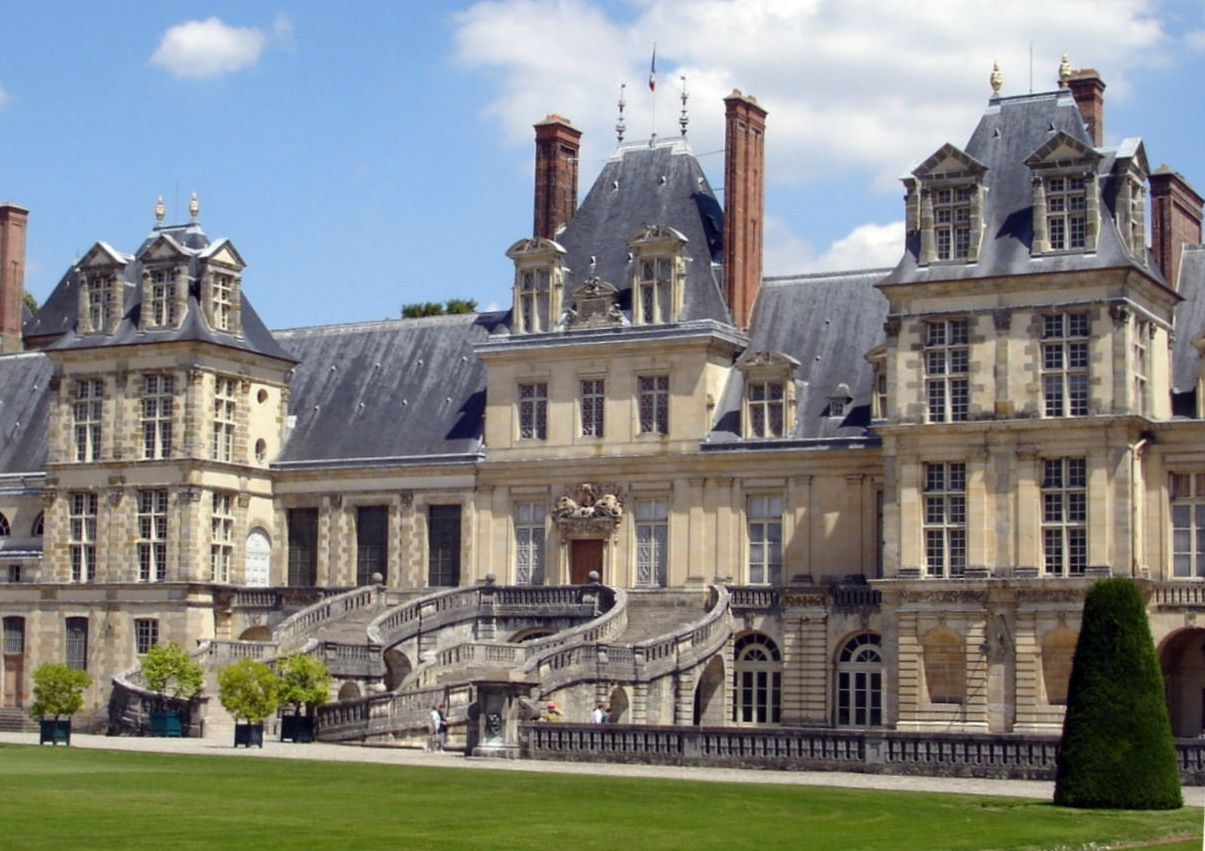
Le château de Fontainebleau
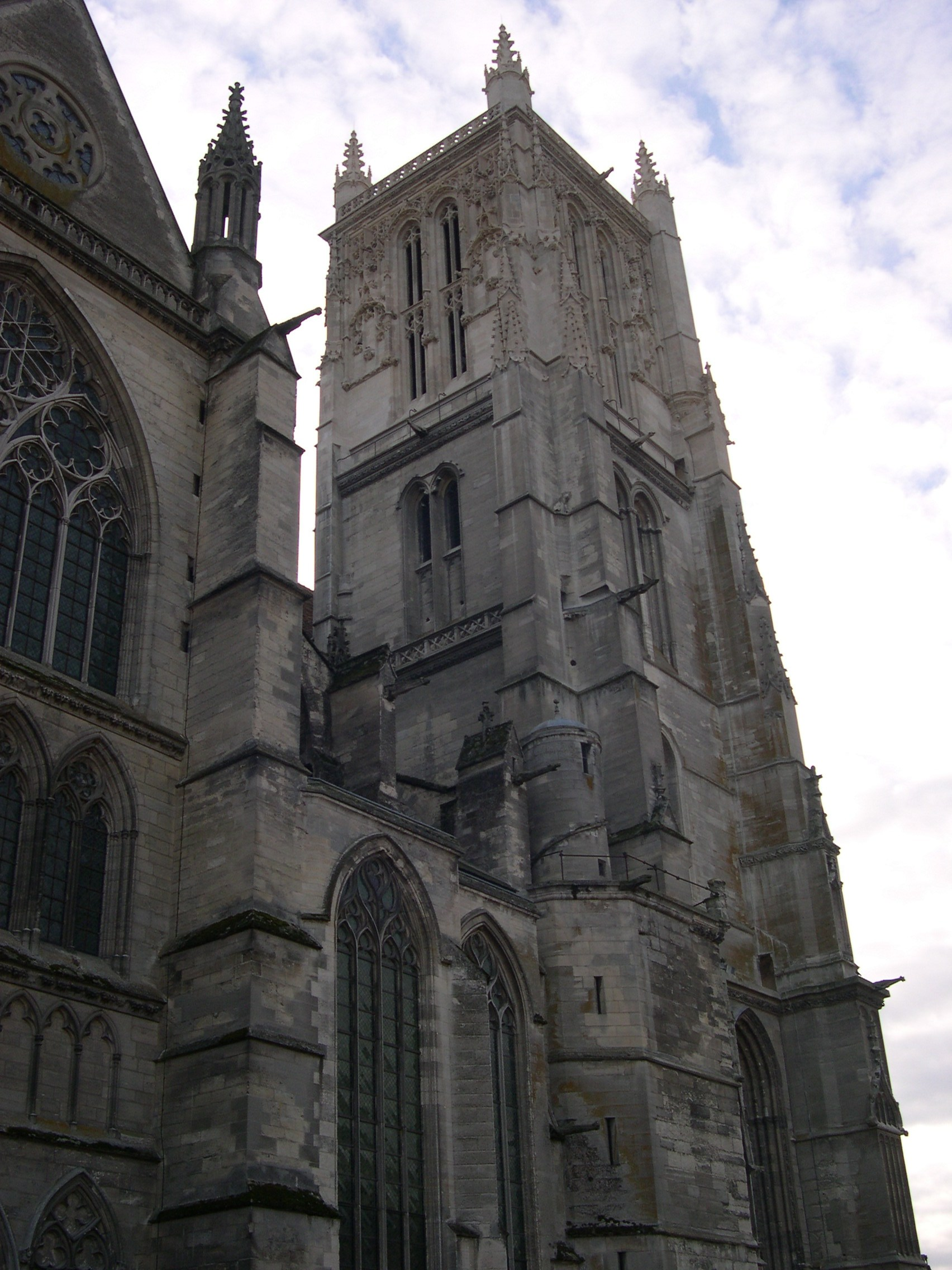
La cathédrale Saint-Étienne de Meaux
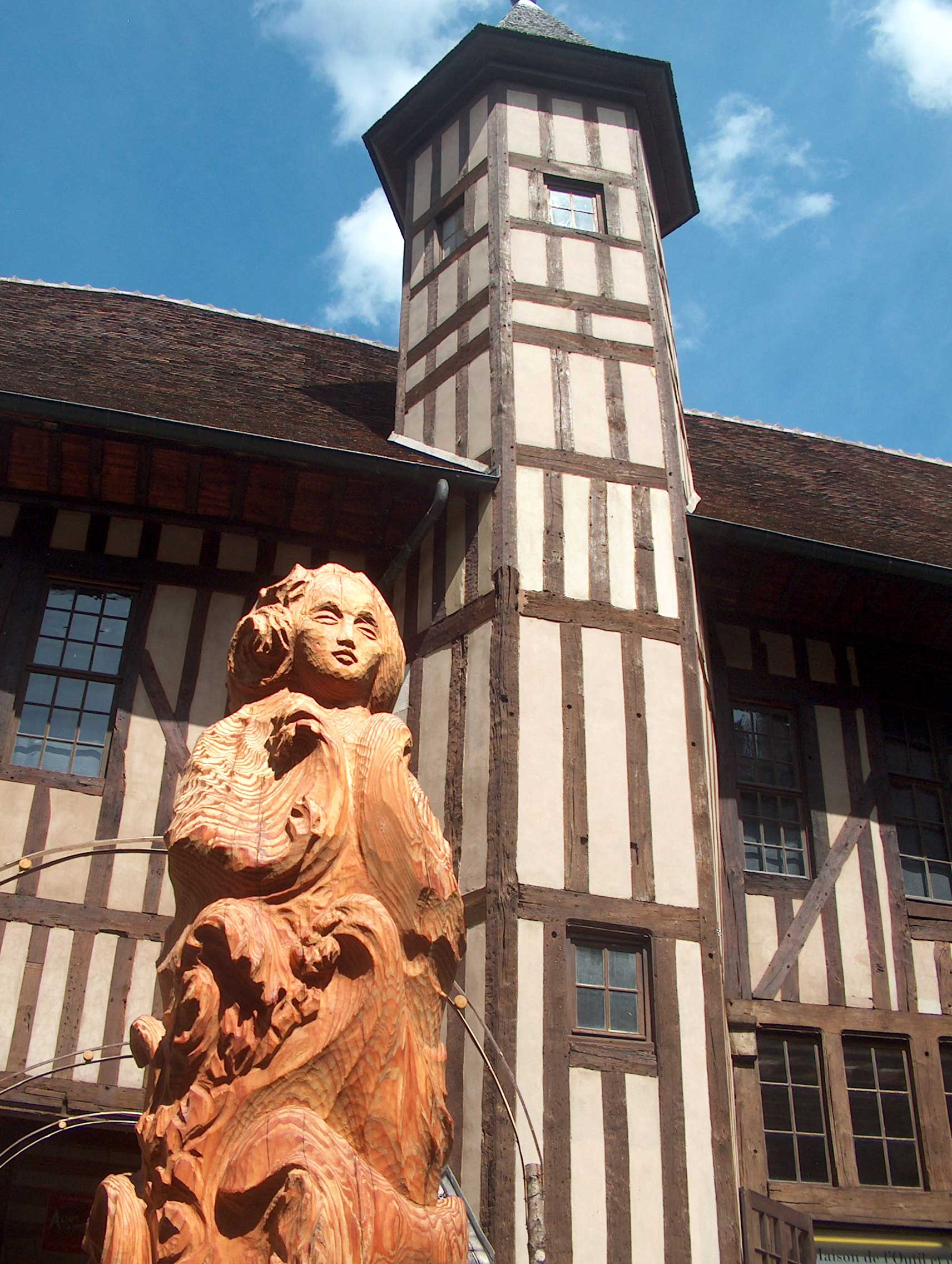
Maison de l'outil et de la pensée ouvrière
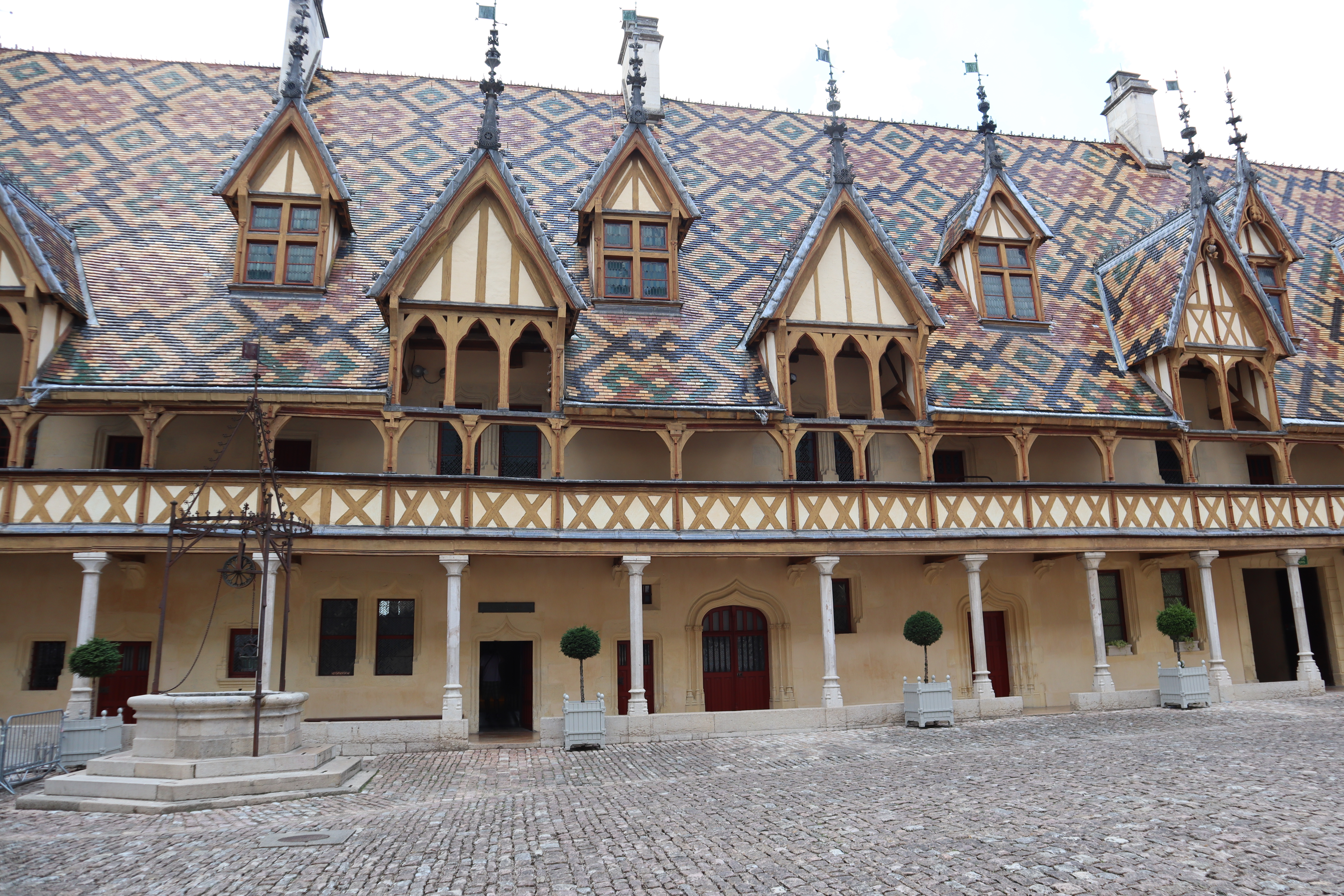
Hospices de Beaune
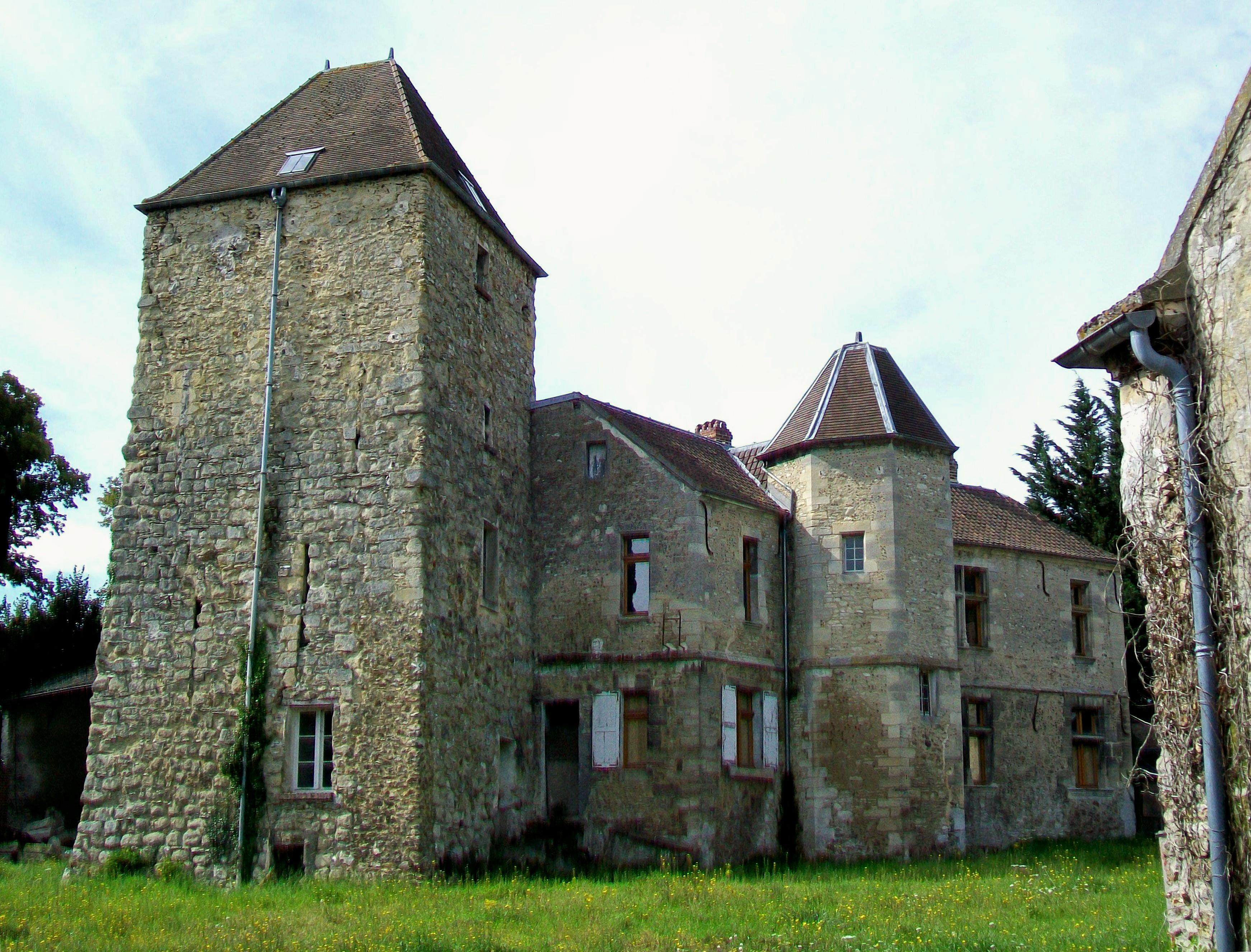
Domaine du Valpendant à Presles
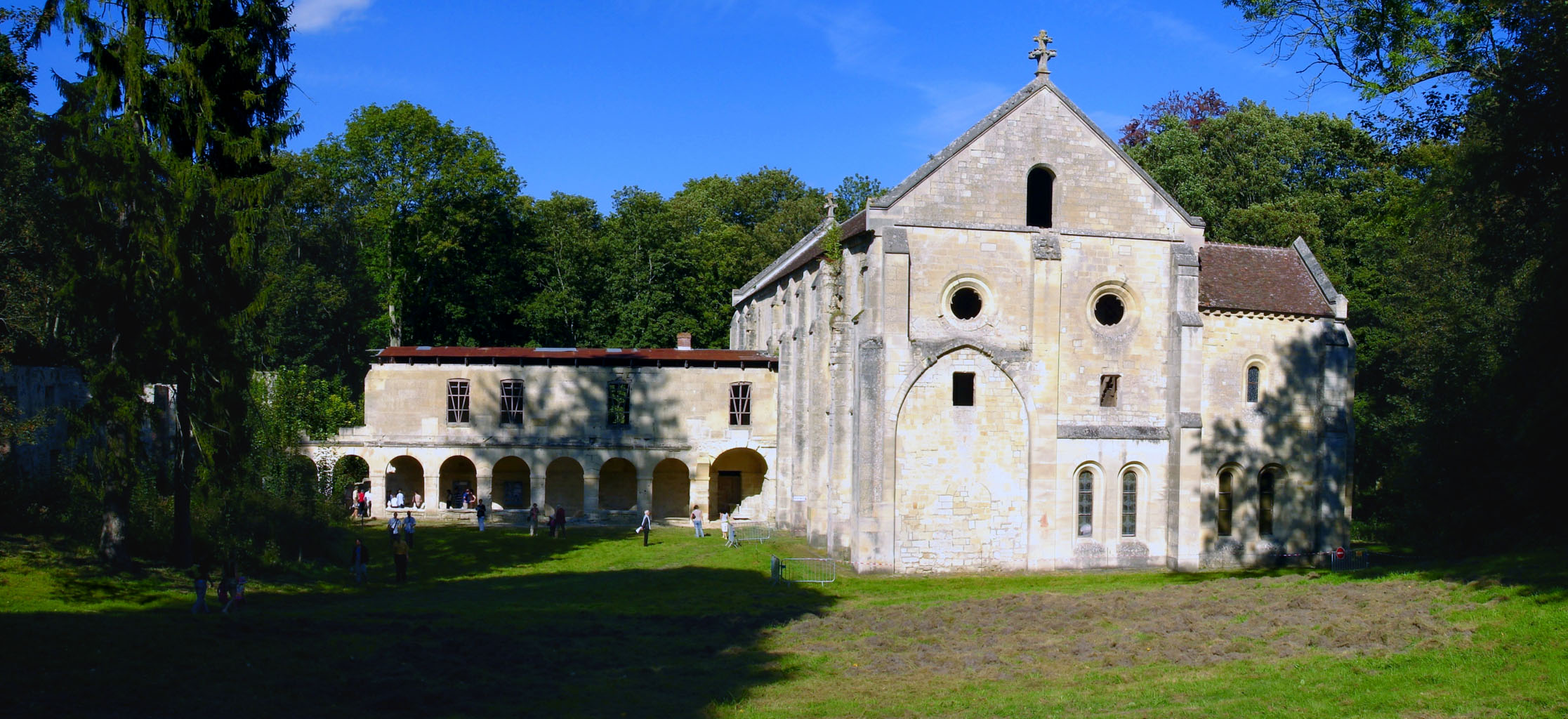
Abbaye Notre-Dame du Val (Mériel)
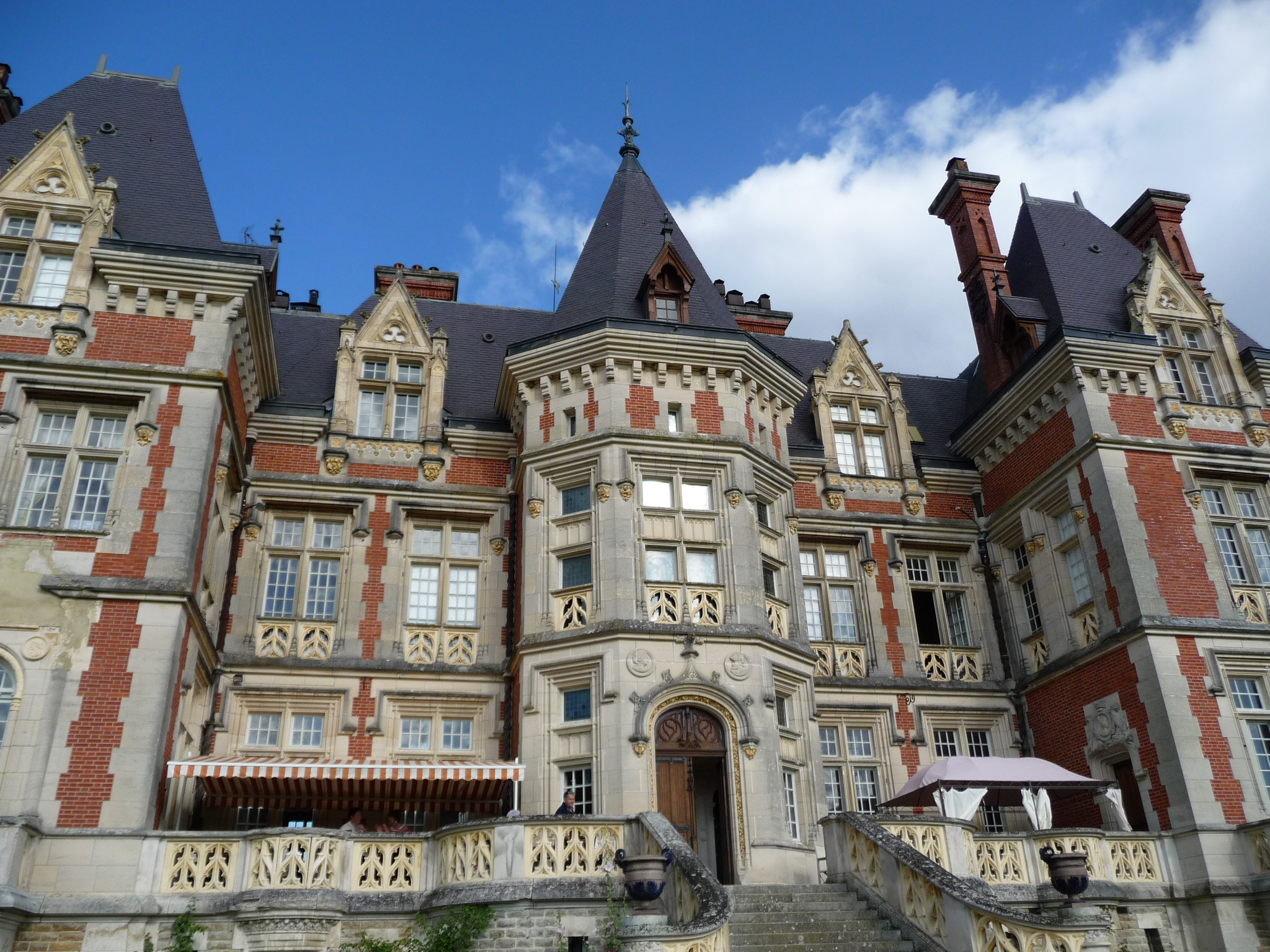
Château de la Cordelière
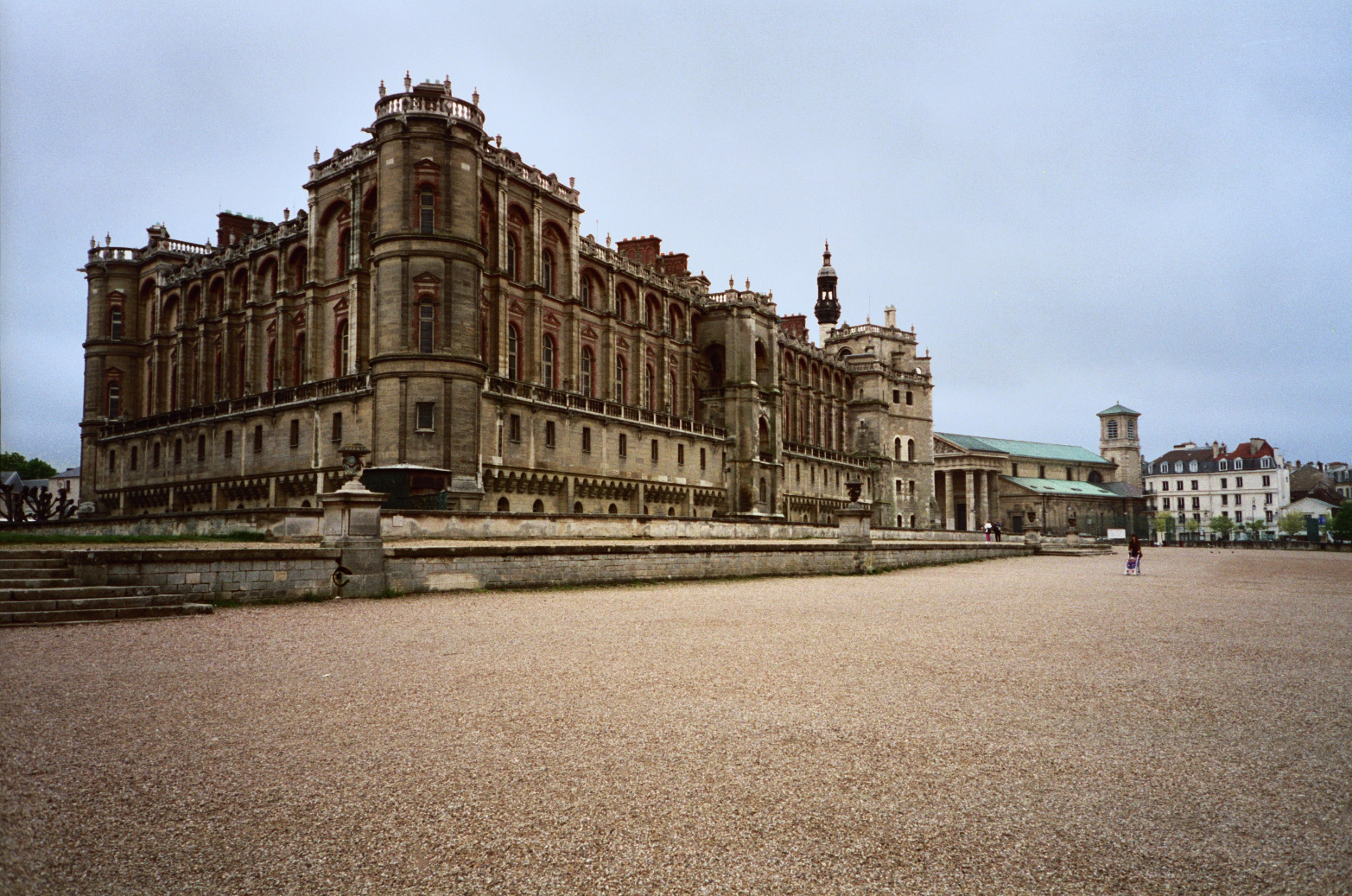
Château de Saint-Germain-en-Laye
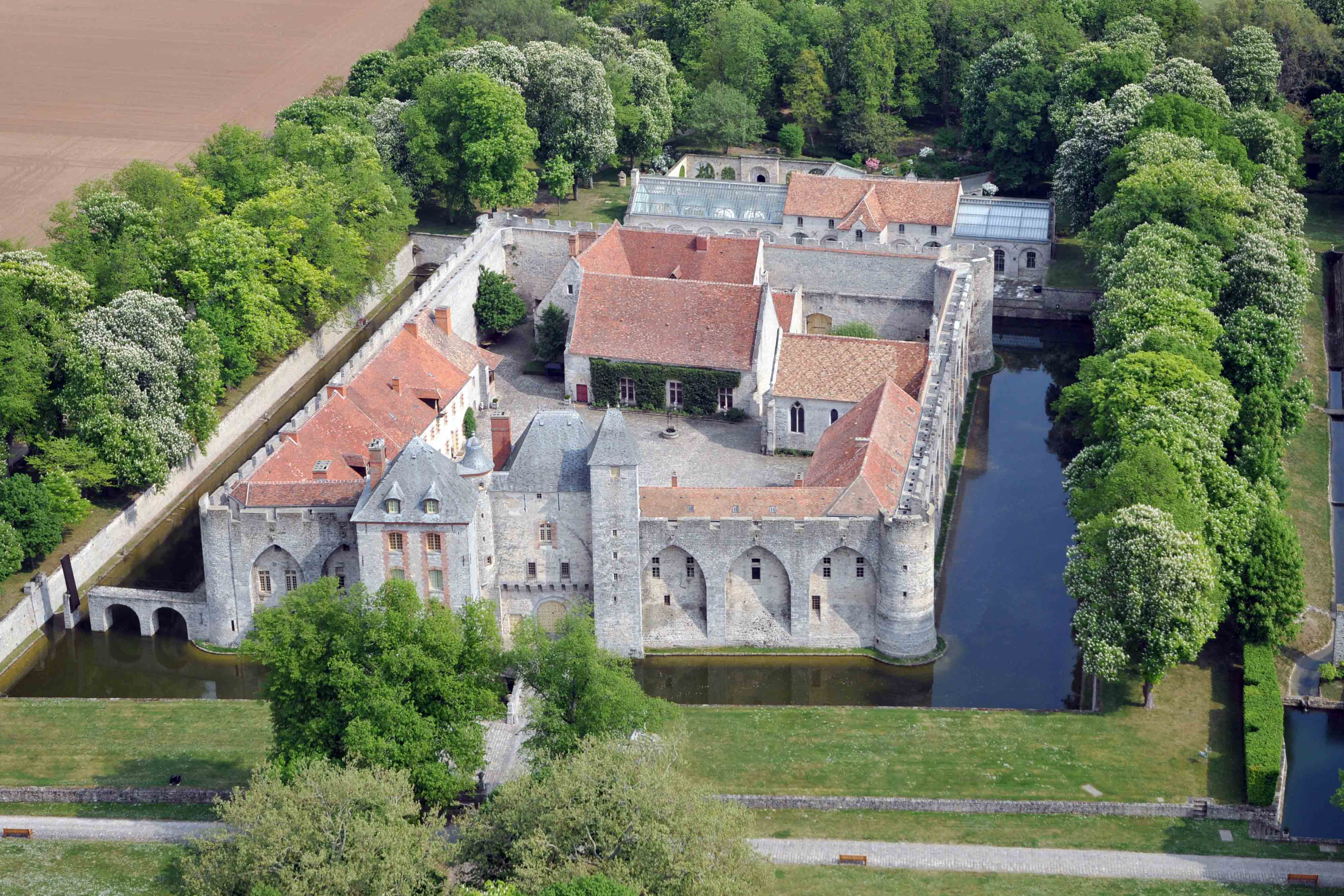
Château de Farcheville
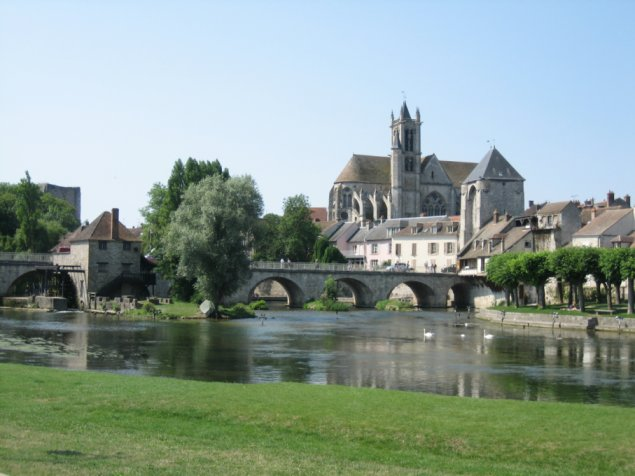
Moret-Loing-et-Orvanne

### Post-production
À la suite des réactions du public au premier opus D'Artagnan, le réalisateur Martin Bourboulon va infléchir légèrement ses choix esthétiques et narratifs pour le second film : il décide notamment de modifier légèrement la colorimétrie à l'étalonnage par rapport au premier film : « Milady est plus clair, plus lumineux que D’Artagnan. Mais cette différence de tonalité entre les deux volets était inscrite dans l’histoire.(...) Cela étant dit, j’avoue qu’on a pris en compte le retour des spectateurs. On a choisi de proposer une colorimétrie plus lumineuse, plus claire et plus brillante à la suite des avis sur le premier film. On voulait jouer davantage sur les contrastes. Dans D’Artagnan, il y avait, c’est vrai, une image un peu encaissée : le deuxième volet devait être plus brillant. ». Ces petits ajustements se sont également étendus au montage du film, pour donner plus de place aux personnages de Porthos et Aramis, par exemple : « Un peu à la manière de la colorimétrie, on a rééquilibré des choses sur les personnages eux-mêmes. On a aussi voulu redonner plus de place à Aramis [Duris] et Porthos [Marmaï], accentuer l’ambiguïté de Milady… Et on a dans le même temps amplifié certains partis pris qui nous semblaient bons et que le public avait bien reçus. Je pense au mouvement du film, à une certaine dynamique, un certain rythme… ».

### Musique
La bande originale du film est, comme pour le premier opus, composée par Guillaume Roussel, élève de Hans Zimmer. Elle sort le 13 décembre 2023 sous le label américain Milan Records,.

## Sortie

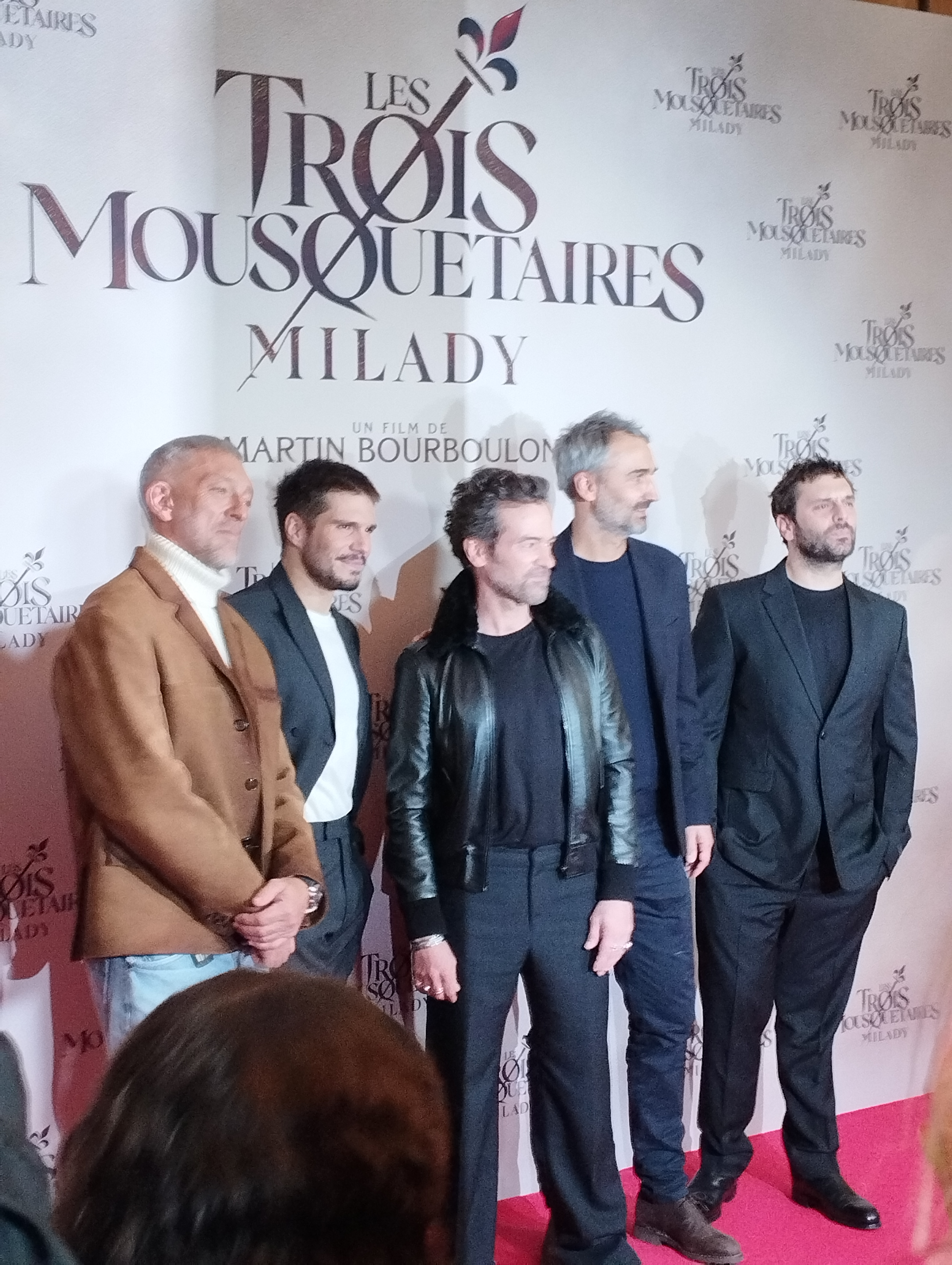
Vincent Cassel, François Civil, Romain Duris, Martin Bourboulon et Pio Marmaï à l'avant-première du film au Grand Rex, en décembre 2023.

Le film est présenté en première mondiale au Festival Varilux de cinéma français à Rio de Janeiro, Brésil le 18 novembre 2023. Les avant-premières parisiennes ont officiellement lieu le 10 décembre à l'UGC Normandie, puis au Grand Rex.
Pathé sort le film en salles en France le 13 décembre 2023.

## Accueil

### Accueil critique
En France, le site Allociné propose une moyenne de 3,3⁄5, d'après l'interprétation de 36 critiques de presse. Le site américain Rotten Tomatoes propose un score de 87 % et une note moyenne de 7,6/10 à partir de l'interprétation de 45 critiques.

### Box-office

#### France
Pour son premier jour d'exploitation en France, Les Trois Mousquetaires : Milady réalise 149 164 entrées, dont 75 725 entrées en avant-première, pour un total de 2 670 séances sur 724 salles. Le film se positionne en deuxième place du box-office des nouveautés pour sa journée de démarrage, derrière Wonka (184 927 entrées). Pour son premier week-end d'exploitation en France, le film cumule 611 371 entrées sur 12 807 séances dans 724 salles, le plaçant en deuxième place du box-office, derrière Wonka (689 706 entrées). Le film cumule 711 192 entrées pour sa première semaine d'exploitation.
Le film totalise 1 173 072 entrées pour sa deuxième semaine d'exploitation, le plaçant en troisième place du box-office français. Au bout de 14 semaines d’exploitation dans les salles françaises, le film cumule 2 576 308 entrées.

#### International
Marchant dans les pas du premier opus du diptyque Les Trois Mousquetaires : D'Artagnan, seul film français en exploitation dans plus de 50 marchés étrangers en 2023, Les Trois Mousquetaires : Milady entame une large tournée internationale fin 2023 et début 2024.
Au démarrage, les chiffres sont à la baisse comparés aux 1 650 000 entrées et 9.1 millions d'euros de recettes comptabilisés par le premier volet internationalement en décembre 2023, après 9 mois d'exploitation.
Le film accumule 175 081 entrées et 1 180 052 euros de recettes dans 21 territoires en décembre 2023, troisième film français au box-office international derrière Anatomie d'une chute de Justine Triet, porté par ses nombreux prix et un bouche-à-oreilles fort, et le drame psychologique Dogman de Luc Besson, deux film respectivement partiellement ou entièrement en langue anglaise contrairement à l'adaptation du classique de la littérature de Dumas.
En janvier 2024, le film passe deuxième de ce tableau d'entrées des films français distribués dans les salles internationales et rajoute 214 630 entrées et 1 106 133 euros de recettes sur 18 territoires pour un cumul de 403 164 entrées et 2 345 723 euros de recettes hors-France après deux mois d'exploitation mondiale.
En février 2024, le film est le cinquième film français le plus vu en salles internationalement et rajoute 224 464 entrées et 1 084 296 € de recettes à son total hors France qui s'élevait alors à 638 028 entrées et 3 499 406 € glanés dans le monde.
En mars 2024, le film est le quinzième film français le plus vu en salles hors ses frontières avec 22 755 entrées supplémentaires, totalisant 665 873 entrées et 3 678 009 € de recettes grâce à son exploitation sur 5 territoires supplémentaires lors de sa tournée.
| Pays ou région | Box-office                       | Date d'arrêt du box-office | Nombre de semaines |
| -------------- | -------------------------------- | -------------------------- | ------------------ |
| France         | 2 576 308 entrées,               | 27 mars 2024               | 14                 |
| Mexique        | 106 000 entrées                  | 7 janvier 2024             | 1                  |
| Russie         | 80 169 entrées                   | 31 mars 2024               | 8                  |
| Italie         | 47 931 entrées                   | 25 février 2024            | 2                  |
| Espagne        | 44 385 entrées                   | 4 février 2024             | 2                  |
| Brésil         | 18 481 entrées                   | 21 janvier 2024            | 4                  |
| Monde          | 695 235 entrées                  | en cours                   | 29                 |
| Total mondial  | 3 276 548 entrées 22 048 606 USD | en cours                   | 29                 |

## Distinctions
| Organisme                                                                 | Date cérémonie  | Récompense                    | Catégorie                               | Présélectionné(es) | État       | Références |
| ------------------------------------------------------------------------- | --------------- | ----------------------------- | --------------------------------------- | --- | ---------- | ---------- |
| Académie des arts et techniques du cinéma                                 | 23 février 2024 | Césars                        | Meilleure musique originale             | Guillaume Roussel | Nommé      | ,          |
| Académie des arts et techniques du cinéma                                 | 23 février 2024 | Césars                        | Meilleur son                            | David Rit, Gwennolé Le Borgne, Olivier Touche, Cyril Holtz, Niels Barletta                                                                     | Nommés     | ,          |
| Académie des arts et techniques du cinéma                                 | 23 février 2024 | Césars                        | Meilleure photographie                  | Nicolas Bolduc | Nommé      | ,          |
| Académie des arts et techniques du cinéma                                 | 23 février 2024 | Césars                        | Meilleurs costumes                      | Thierry Delettre | Nommé      | ,          |
| Académie des arts et techniques du cinéma                                 | 23 février 2024 | Césars                        | Meilleurs décors                        | Stéphane Taillasson | Récompensé | ,          |
| Académie des arts et techniques du cinéma                                 | 23 février 2024 | Césars                        | Meilleurs effets visuels                | Olivier Cauwet | Nommé      | ,          |
| PIDS Enghien (Paris Images Digital Summit - Festival des Effets Spéciaux) | 31 janvier 2024 | Digital Creation GENIE Awards | Meilleurs Effets Visuels – Long Métrage | Olivier Cauwet (BUF Superviseur VFX), Simon Beausoleil (BUF Producteur VFX) pour BUF – CGEV (Compagnie Générale des Effets Visuels) – Mac Guff | Nommés     | ,          |